# Leucauge longimana
Leucauge longimana este o specie de păianjeni din genul Leucauge, familia Tetragnathidae. A fost descrisă pentru prima dată de Keyserling, 1881.
Este endemică în Peru. Conform Catalogue of Life specia Leucauge longimana nu are subspecii cunoscute.